# Panzós
Panzós ist ein Ort in Guatemala und Verwaltungssitz der gleichnamigen Großgemeinde (Municipio) im Departamento Alta Verapaz. In dem 537 km² großen Municipio leben rund 60.000 Menschen, in Panzós etwa 5.000.

## Geographie
Der Ort Panzós liegt im südöstlichen Tiefland von Alta Verapaz auf etwa 20 m Höhe. Das Municipio erstreckt sich zwischen der Sierra de Santa Cruz im Norden und der Sierra de las Minas im Süden im Tal des Río Polochic, welches sich bei Panzós nach Osten hin weit zum Izabal-See öffnet. Im östlichen Teil des Municipios beginnt das Polochic-Delta mit seinen Sumpfgebieten, das Heimat zahlreicher Vogel- und Reptilienarten ist. In Panzós steht ein kleinerer Teil dieses Gebietes unter Naturschutz, der größere Teil liegt im benachbarten El Estor.
Das Klima im Tal ist vom tropischen Tiefland Izabals geprägt, in den Berggebieten ist es gemäßigter.
Das Municipio Panzós grenzt im Norden an die Gemeinde Santa María Cahabón, im Nordwesten an Senahú, im Westen an Santa Catalina La Tinta, im Süden und Südwesten an die Departamentos El Progreso und Zacapa und im Osten an Izabal.

## Bevölkerung
Ursprünglich war die Gegend von Pocomchí und Kekchí besiedelt. Heute besteht die Bevölkerung zu über 90 Prozent aus Kekchí, dazu kommen einige kleinere Maya-Gemeinschaften und Ladinos. Ein kleiner Teil der Bevölkerung stammt von deutschen Einwanderern ab. Das Municipio besteht aus über 200 kleineren Dörfern und Siedlungen, von denen Telemán im Westen und Cahaboncito im Nordosten die Bedeutendsten sind.

## Geschichte
Einigen Quellen zufolge wurde das Municipio Panzós bereits 1825 gegründet, nach offizieller Darstellung jedoch erst am 11. Oktober 1861. Zeitweise gehörte es zu Izabal, 1891 kam es definitiv zu Alta Verapaz. Am 11. November 1999 wurde im Westen die untergeordnete Aldea Santa Catalina La Tinta von Panzós abgetrennt und zu einem eigenständigen Municipio erhoben.
Um 1865 begann in Panzós und Alta Verapaz die Einwanderung von Deutschen, die sich hier als Landwirte niederließen und vorwiegend Kaffee anbauten. Die Regierung Guatemalas stattete die deutschen Einwanderer mit zahlreichen Privilegien aus und teilte ihnen enteignetes Land zu. 1890 befand sich nahezu die gesamte Kaffeeproduktion der Gegend in deutschen Händen. Der Export landwirtschaftlicher Produkte von Alta Verapaz ins Deutsche Reich lief fast ausschließlich durch das Polochic-Tal, den Izabal-See und den Río Dulce nach Livingston an der Karibikküste Guatemalas und von dort weiter über den Atlantik. Im Gegenzug nutzte man diesen Verkehrsweg zum Import von Waren aus Deutschland. Recht bald stellte man fest, dass der Río Polochic ab Panzós schiffbar war und baute dort einen kleinen Hafen. 1895 wurde zwischen der Anlegestelle bei Panzós und dem weiter westlich gelegenen Dorf Pancajché bei Tucurú von der Ferrocarril Verapaz y Agencia del Norte Limitada mit deutschem Kapital und Fachwissen eine knapp 50 km lange Eisenbahnstrecke gebaut. Die Transporte von und zu den wenigen Bahnhöfen erfolgten mit Ochsenkarren. 1943 wurde die Bahnstrecke verstaatlicht, 1965 der Betrieb eingestellt.
Panzós war vom Guatemaltekischen Bürgerkrieg mehrmals stark betroffen. Traurige Berühmtheit erlangte es wegen eines Massakers, das hier Ende Mai 1978 verübt wurde (Massaker von Panzós).

## Wirtschaft und Verkehr
Der Verkehrsweg durch das Polochic-Tal zum Izabal-See und weiter zur Karibik gehörte jahrhundertelang zu den bedeutendsten Handelswegen in Guatemala. Daher lag Panzós lange Zeit sehr günstig. Dies änderte sich jedoch mit dem Bau der Atlantikfernstraße CA 9, die von Guatemala-Stadt etwas weiter südlich durch das Tal des Río Motagua bis nach Puerto Barrios führt. Panzós liegt heute abseits der wichtigsten Verkehrsachsen. Bei El Rancho zweigt von der Atlantikfernstraße CA 9 die sehr gut ausgebaute Fernstraße CA 14 nach Norden in Richtung Alta Verapaz ab. In dessen südlichstem Municipio Tactic, bei San Julian, führt die kurvige und teilweise nicht asphaltierte Nationalstraße 7 nach Osten durch das Polochic-Tal bis nach Izabal. Auf diesem Weg sind es rund 290 km von Panzós nach Guatemala-Stadt und knapp 130 km nach Cobán, der Hauptstadt von Alta Verpaz. Auf regionaler Ebene hat Panzós seinen Status als bedeutendes Handelszentrum im Polochic-Tal an das benachbarte Dorf Telemán weitgehend verloren. Panzós ist für Touristen Ausgangspunkt für Fahrten durch das Polochic-Delta zum Izabal-See. Rafting-Fahrten auf dem von Norden in den Polochic mündenden Río Cahabón enden oft bei Cahaboncito, werden aber auch bis zum Izabal-See fortgeführt.